# 藕香榭
藕香榭，是中国四大名著中《红楼梦》中的一处景观，位于大观园内，是一处四面环水的建筑。《红楼梦》第三十八回中写道：“原来这藕香榭盖在池中，四面有窗，左右有曲廊可通，亦是跨水接岸，后面又有曲折竹桥暗接。”藕香榭竹桥通芦雪庵，一曲廊通蓼风轩，与缀锦阁隔水相望。
关于藕香榭在大观园的具体位置，红学界意见还不统一。有西部、中南部和东部三种说法。
贾惜春居住的蓼风轩在藕香榭附近，因此惜春在诗社的别号为“藕榭”。不过藕香榭与史湘云更有特殊的关系。湘云请众人吃螃蟹的地点就在藕香榭。贾母回忆说小时候娘家也有这样一个亭子叫“枕霞阁”，因此湘云的诗社别号其名为“枕霞旧友”。